# Razem (Węgry)
Razem (węg. Együtt) – węgierska partia polityczna o profilu socjalliberalnym, działająca w latach 2013–2018.

## Historia
W październiku 2012 były premier Gordon Bajnai zadeklarował powrót do czynnej działalności politycznej. W tym samym roku na bazie kilku organizacji obywatelskich powołał ugrupowanie Razem 2014, deklarujące się jako opozycja wobec rządów Viktora Orbána. W marcu 2013 nowa partia została formalnie utworzona, po czym zawiązała koalicję z formacją Dialog na rzecz Węgier. Przed wyborami parlamentarnymi w 2014 oba stronnictwa podpisały porozumienie wyborcze z innymi opozycyjnymi partiami, w tym socjalistami. W wyniku głosowania z 6 kwietnia 2014 mandat poselski uzyskało 3 przedstawicieli Razem 2014. W wyborach europejskich w tym samym roku wspólna lista wyborcza partii byłego premiera i Dialogu na rzecz Węgier otrzymała poparcie na poziomie 7,25% (1 mandat w PE VIII kadencji).
Gordon Bajnai zrezygnował następnie z aktywności politycznej, a ugrupowanie zaczęło używać skróconej nazwy. W 2015 jego liderem został Viktor Szigetvári, a w 2017 zastąpił go Péter Juhász. W 2018 partia wystawiła samodzielną listę wyborczą, otrzymując poniżej 1% głosów; jedyny mandat poselski zdobyła w okręgu większościowym. Partia rozwiązała się 2 czerwca 2018.